# 野生瓶形大麦
野生瓶形大麦（学名：Hordeum lagunculiforme）为禾本科大麦属下的一个种。

## 扩展阅读
- 維基物種上的相關：野生瓶形大麦